# Тітіріджі андійський
Тітірі́джі андійський (Hemitriccus rufigularis) — вид горобцеподібних птахів родини тиранових (Tyrannidae). Мешкає в Андах.

## Поширення і екологія
Андійські тітіріджі мешкають в регіоні Юнги, в Еквадорі, Перу і Болівії. Вони живуть у вологих і сухих гірських тропічних лісах. Зустрічаються на висоті від 800 до 1450 м над рівнем моря.

## Збереження
МСОП класифікує стан збереження цього виду як близький до загрозливого. За оцінками, популяція андійських тітіріджі становить близько 6700 птахів. Це досить рідкісний, локально поширений вид, якому загрожує знищення природного середовища.